# BSC Young Boys
BSC Young Boys, Berner Sport-Club Young Boys, "YB", är en fotbollsklubb från Bern i Schweiz.

## Historia
Young Boys grundades 1898 av ungdomarna Max Schwab, Hermann Bauer, Franz Kehrli och Oskar Schwab.

## Placering senaste säsonger
| Säsong  | Nivå | Liga                   | Placering | Referens | Notering |
| ------- | ---- | ---------------------- | --------- | -------- | -------- |
| 2021/22 | 1    | Schweiziska superligan | 3         | [ 1 ]    |          |
| 2022/23 | 1    | Schweiziska superligan | 1         | [ 2 ]    |          |
| 2023/24 | 1    | Schweiziska superligan | 1         | [ 3 ]    |          |

## Kända spelare
- Juhani Ojala
- Robert Prytz
- Hakan Yakin
- Anders Limpar
- Alexander Farnerud
- Alexander Gerndt
- Roger Ljung